# Yeniseisk
Yeniseisk (en ruso: Енисе́йск) es una ciudad del krai de Krasnoyarsk en Rusia. Está localizada junto al río Yeniséi. Población: 20 394 (censo de 2002); 22 891 (censo de 1989); 20 000 (1970).

## Historia
Yeniséisk fue fundado en 1619 como una fortaleza militar y el derecho de ciudad se obtuvo en 1635, siendo la primera ciudad fundada sobre el río Yeniséi. Esta ciudad jugó un papel importante en la colonización rusa de Siberia Oriental en los siglos XVII y XVIII. Su antigua ciudad está incluida por el gobierno ruso en la Lista de Herencia provisional Mundial del país.
Yeniseisk sirvió también como un lugar de destierro. Durante el período de Iósif Stalin los prisioneros fueron transportados al gulag del norte conveniente.

## Geografía

### Clima
| Parámetros climáticos promedio de Yeniseisk | Parámetros climáticos promedio de Yeniseisk | Parámetros climáticos promedio de Yeniseisk | Parámetros climáticos promedio de Yeniseisk | Parámetros climáticos promedio de Yeniseisk | Parámetros climáticos promedio de Yeniseisk | Parámetros climáticos promedio de Yeniseisk | Parámetros climáticos promedio de Yeniseisk | Parámetros climáticos promedio de Yeniseisk | Parámetros climáticos promedio de Yeniseisk | Parámetros climáticos promedio de Yeniseisk | Parámetros climáticos promedio de Yeniseisk | Parámetros climáticos promedio de Yeniseisk | Parámetros climáticos promedio de Yeniseisk |
| Mes                                         | Ene.                                        | Feb.                                        | Mar.                                        | Abr.                                        | May.                                        | Jun.                                        | Jul.                                        | Ago.                                        | Sep.                                        | Oct.                                        | Nov.                                        | Dic.                                        | Anual                                       |
| ------------------------------------------- | ------------------------------------------- | ------------------------------------------- | ------------------------------------------- | ------------------------------------------- | ------------------------------------------- | ------------------------------------------- | ------------------------------------------- | ------------------------------------------- | ------------------------------------------- | ------------------------------------------- | ------------------------------------------- | ------------------------------------------- | ------------------------------------------- |
| Temp. máx. abs. (°C)                        | 2.9                                         | 6.9                                         | 16.5                                        | 27.0                                        | 32.3                                        | 35.1                                        | 34.7                                        | 33.6                                        | 29.2                                        | 21.1                                        | 9.6                                         | 6.1                                         | 35.1                                        |
| Temp. máx. media (°C)                       | -16.3                                       | -11.4                                       | -1.8                                        | 6.2                                         | 15.0                                        | 22.4                                        | 25.0                                        | 21.4                                        | 13.4                                        | 3.8                                         | -7.0                                        | -13.6                                       | 4.8                                         |
| Temp. media (°C)                            | -20.8                                       | -17.0                                       | -8.3                                        | 0.7                                         | 8.8                                         | 15.8                                        | 18.7                                        | 15.6                                        | 8.6                                         | 0.3                                         | -10.5                                       | -17.6                                       | -0.5                                        |
| Temp. mín. media (°C)                       | -25.2                                       | -22.5                                       | -14.8                                       | -4.9                                        | 2.6                                         | 9.3                                         | 12.4                                        | 9.7                                         | 3.8                                         | -3.1                                        | -13.9                                       | -21.5                                       | -5.7                                        |
| Temp. mín. abs. (°C)                        | -50.5                                       | -49.9                                       | -39.3                                       | -35.6                                       | -12.5                                       | -3.5                                        | 2.1                                         | -2.7                                        | -7.9                                        | -26.1                                       | -42.8                                       | -48.4                                       | -50.5                                       |
| Precipitación total (mm)                    | 27.1                                        | 19.4                                        | 18.7                                        | 30.2                                        | 42.9                                        | 52.6                                        | 61.1                                        | 60.4                                        | 51.9                                        | 45.9                                        | 42.5                                        | 36.6                                        | 489.3                                       |
| Fuente: Енисейск погода - meteolabs.ru      |                                             |                                             |                                             |                                             |                                             |                                             |                                             |                                             |                                             |                                             |                                             |                                             |                                             |

## Monumentos
Yeniseisk logró la fama por sus iglesias y monasterios. Algo después de la formación de la diócesis siberiana de Tobolsk en 1620, el patriarca Filaret Románov comenzó a establecer iglesias en Yeniseisk.
Algunos edificios arquitectónicos notables son: el monasterio Preobrazhenski (1642), la catedral Bogoyavlenski (1738-64), la iglesia Voskresénskaya (1735-47), la iglesia Tróitskaya (1772-76) y el edificio del museo regional de Yeniseisk (1747-53) entre otros.

## Galería

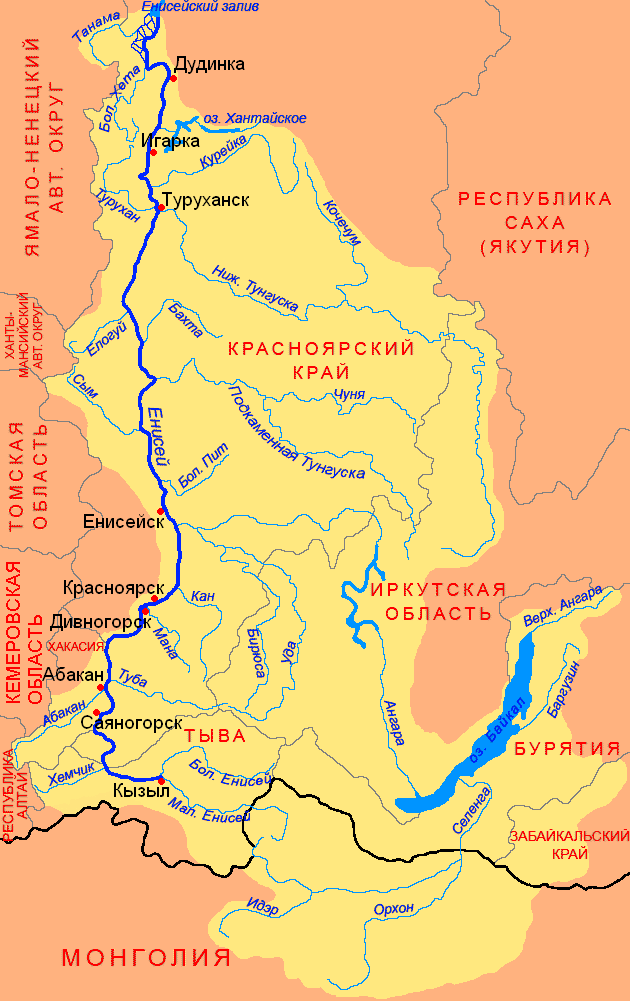
Yeniseisk (Енисе́йск) en un mapa del río Yeniséi
Escudo (año 1804)
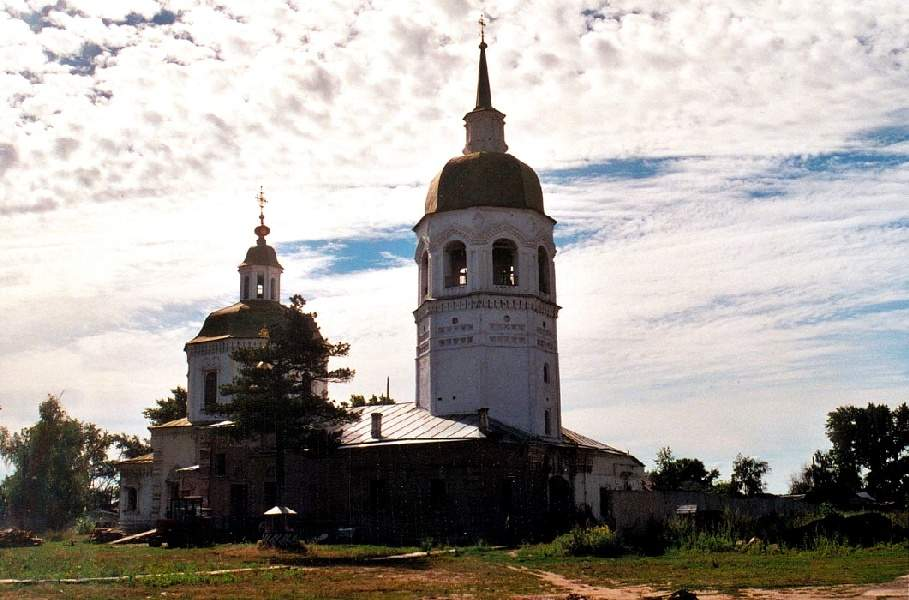
La Iglesia de la Transfiguración del Salvador, 1750
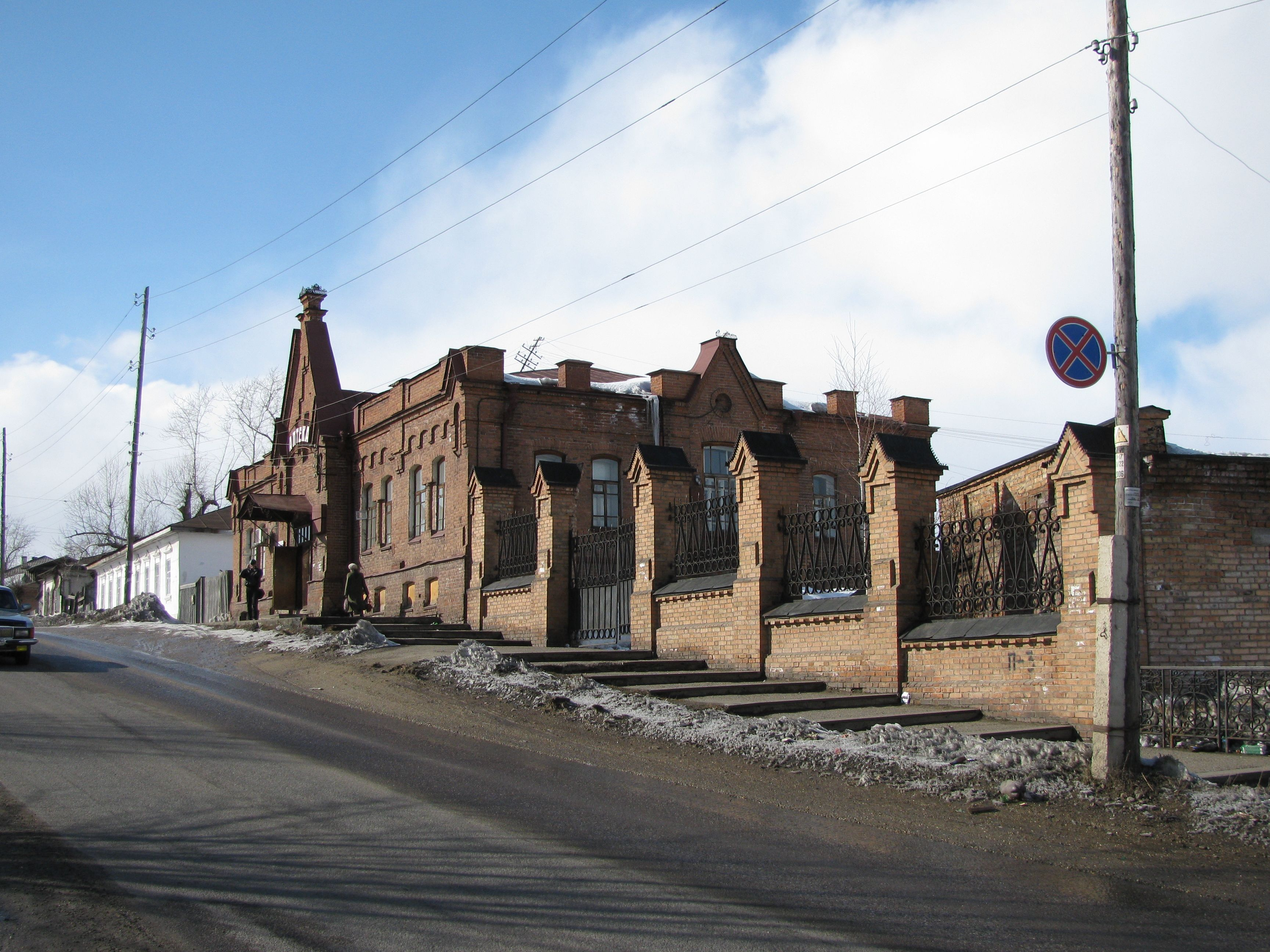
Calle de Yeniseisk

- Datos: Q135686
- Multimedia: Yeniseysk / Q135686